# Kabinett Tymoschenko II
Das Kabinett Tymoschenko II bildete vom 18. Dezember 2007 bis 11. März 2010 die Regierung der Ukraine.
| Funktion | Amtsinhaber | Partei         |
| --- | --- | -------------- |
| Ministerpräsidentin                                                                                         | Julija Tymoschenko | BJT            |
| Erster Vize-Ministerpräsident                                                                               | Oleksandr Turtschynow | BJT            |
| Zweiter Vize-Ministerpräsident                                                                              | Iwan Wasjunyk | parteilos      |
| Dritter Vize-Ministerpräsident                                                                              | Hrihorij Nemyrja | BJT            |
| Minister für Erziehung und Wissenschaft                                                                     | Iwan Wakartschuk | parteilos      |
| Minister für Verkehr und Kommunikation                                                                      | vakant |                |
| Minister für Kultur und Tourismus                                                                           | Wasyl Wowkun | parteilos      |
| Wirtschaftsminister                                                                                         | Bohdan Danylyschyn | parteilos      |
| Minister für Arbeit und Soziales                                                                            | Ljudmyla Denisowa | BJT            |
| Verteidigungsminister                                                                                       | Jurij Jechanurow (am 5. Juni 2009 entlassen, seitdem Vakant)                                                                                    | Unsere Ukraine |
| Gesundheitsminister                                                                                         | Wasyl Knjasewytsch | parteilos      |
| Kabinettsminister                                                                                           | Petro Krupko | BJT            |
| Minister für Bauwirtschaft und regionale Entwicklung                                                        | Wasyl Kujbida | Unsere Ukraine |
| Minister für Wohnungswirtschaft und kommunale Dienste                                                       | Olexij Kutscherenko | Unsere Ukraine |
| Innenminister                                                                                               | Jurij Luzenko (am 28. Januar 2010 entlassen, seitdem kommissarisch Mychailo Kljujew)                                                            | Unsere Ukraine |
| Landwirtschaftsminister                                                                                     | Jurij Melnyk | parteilos      |
| Industrieminister                                                                                           | Wolodymyr Nowyzkyj | parteilos      |
| Justizminister                                                                                              | Mykola Onischtschuk | Unsere Ukraine |
| Außenminister                                                                                               | Wolodymyr Ohrysko (bis 3. März 2009) Wolodymyr Chandohij (3. März 2009 – 9. Oktober 2009, kommissarisch) Petro Poroschenko (ab 9. Oktober 2009) | parteilos      |
| Minister für Familie, Jugend und Sport                                                                      | Jurij Pawlenko | Unsere Ukraine |
| Finanzminister                                                                                              | Wiktor Pynsenyk (bis 8. April 2009) Ihor Umanskyi (ab 8. April 2009, kommissarisch)                                                             | parteilos      |
| Minister für Kohleindustrie                                                                                 | Wiktor Poltawez | parteilos      |
| Minister für Brennstoffe und Energiewirtschaft                                                              | Jurij Prodan | parteilos      |
| Umweltschutzminister                                                                                        | Heorhij Filiptschuk | BJT            |
| Minister für Katastrophenschutz Schutz der Bevölkerung vor den Auswirkungen der Katastrophe von Tschernobyl | Wolodymyr Schandra | parteilos      |